# 佩里尼 (阿列省)
佩里尼（法語：Périgny，法語發音：[peʁiɲi] ⓘ）是法国阿列省的一个市镇，位于该省中东部略偏南，属于维希区。

## 地理
佩里尼（46°15'3"N, 3°33'19"E）面积27.22 平方千米，位于法国奥弗涅-罗讷-阿尔卑斯大区阿列省，该省份为法国中部省份，北起涅夫勒省、西北接谢尔省，西南至克勒兹省，南至多姆山省，东南临卢瓦尔省，东临索恩-卢瓦尔省。
与佩里尼接壤的市镇（或旧市镇、城区）包括：比勒祖瓦、拉帕利斯、马涅、圣热朗勒皮、塞尔维利。

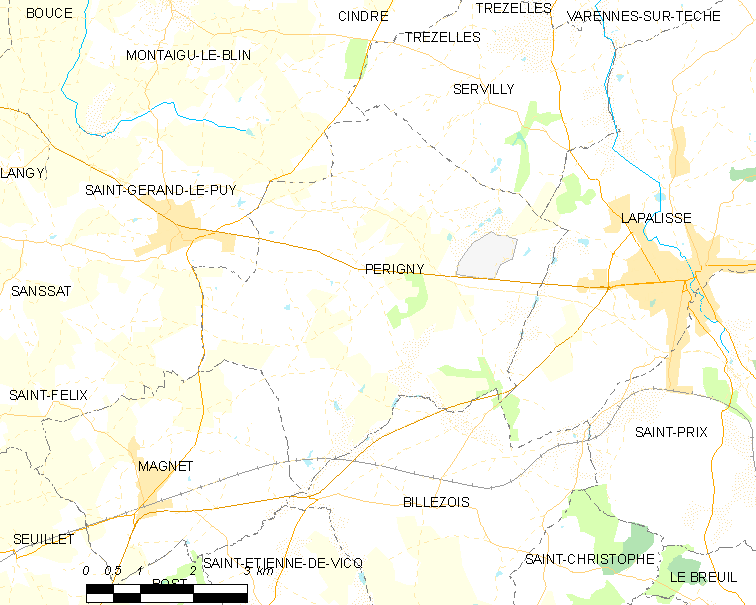
的OSM定位图

佩里尼的时区为UTC+01:00、UTC+02:00（夏令时）。

## 行政
佩里尼的邮政编码为03120，INSEE市镇编码为03205。

## 政治
佩里尼所属的省级选区为拉帕利斯县。

## 人口

1962-2008年间人口变化图示

佩里尼于2022年1月1日时的人口数量为470人。